# Vory
Tavoris Javon Hollins Jr. (Houston, 1997. augusztus 17. –), művésznevén Vory (korábban King Vory) amerikai rapper, énekes és dalszerző. Nyert egy Grammy-díjat a The Carters Everything Is Love című albumán végzett munkájáért és még kettőre jelölték. Több szólóprojektet is kiadott, mint a 2018-as Lucky Me középlemez és a 2019-es You Got It kislemez. Jelenleg az Electric Feel Entertainment és a Dream Chasers kiadókhoz van szerződve.

## Fiatalkora
Tavoris Javon Hollins Jr. Houstonban, Texasban született. Tizenhat évesen Louisville-be (Kentucky) költözött, hogy apjával éljen. Itt ismerte meg és kezdett el együtt dolgozni az ott született Bryson Tiller énekessel. Korábban a louisville-i FPR Music Group kiadóhoz volt szerződve.

## Karrier
2015-ben Hollins közreműködött Bryson Tiller Break Bread dalán, King Vory néven. Ezek mellett szerzője volt Tiller Don’t dalának is, amely 13. lett a Billboard Hot 100 és szerepelt az előadó debütáló lemezén, a Trapsoulon. 2016-ban függetlenül is elkezdett kiadni dalokat, az első kislemezei az Overdose és a My Life A Movie voltak. Ugyanezen év júniusában az FPR Music Groupon keresztül kiadta első mixtape-jét, az Overdose-t.
Később az évben Los Angelesbe költözött, ahol elkezdett saját hangzásán dolgozni. Itt ismerte meg Boi-1da kanadai producert, akivel később gyakran közreműködött. 2017-ben kiadott további kislemezeket, mint a Tryt, a Do That Shitet és a Hold of Met. Az utóbbit Zane Lowe mutatta be a Beats 1 Radio műsorán. 2018-ban több dalnak is szerzője volt, mint Drake Mob Ties számának a Scorpion albumról és a Friendsnek a The Carters (Jay-Z és Beyoncé) Everything Is Love lemezéről, amely utóbbiért Grammy-díjat is kapott.
2018 augusztusában aláírt a Capitol Records és az Electric Feel Management kiadókhoz, majd kiadta a Lucky Me középlemezt. Szerzője volt és közreműködött Rich the Kid Ring Ring című dalán, a The World Is Yours 2 lemezről, illetve kiadta a You Got It kislemezt.
2020 júniusában aláírt a DreamChasersszel és kiadta a Vory című középlemezt.
Közreműködött Kanye West tizedik stúdióalbumán, a Dondán, a God Breathed, a Jonah és a No Child Left Behind dalokon, amelyért Grammy-jelölést kapott a 64. Grammy-gálán.

## Diszkográfia

### Mixtape-ek
| Cím      | Részletek                                                                              |
| -------- | -------------------------------------------------------------------------------------- |
| Overdose | - Megjelent: 2016. július 1. - Kiadó: FPR MUSIC GROUP - Formátumok: digitális letöltés |

### Középlemezek
| Cím      | Részletek                                                                                             |
| -------- | --- |
| Lucky Me | - Megjelent: 2018. augusztus 17. - Kiadó: Capitol, Electric Feel - Formátumok: digitális letöltés     |
| Vory     | - Megjelent: 2020. december 9. - Kiadó: Dream Chasers, Electric Feel - Formátumok: digitális letöltés |

### Kislemezek
| Cím                                           | Év   | Album      |
| --------------------------------------------- | ---- | ---------- |
| Overdose                                      | 2016 | Overdose   |
| My Life A Movie (Blu közreműködésével)        | 2016 | Overdose   |
| Try                                           | 2017 | Lucky Me   |
| Do That Shit                                  | 2017 | Lucky Me   |
| Hold of Me                                    | 2017 | Lucky Me   |
| You Got It                                    | 2019 | Ismeretlen |
| Bossed Up (Zach Salterrel és Corey Ellisszel) | 2021 | Ismeretlen |

### Más slágerlistán szereplő dalok
| Cím                                                                                | Év   | Slágerlista | Slágerlista | Slágerlista | Slágerlista | Slágerlista | Album |
| Cím                                                                                | Év   | US          | US R&B      | US Rap      | AUS         | CAN         | Album |
| ---------------------------------------------------------------------------------- | ---- | ----------- | ----------- | ----------- | ----------- | ----------- | ----- |
| God Breathed (Kanye West; Vory közreműködésével)                                   | 2021 | 30          | —           | 14          | 20          | 33          | Donda |
| Jonah (Kanye West; Lil Durk és Vory közreműködésével)                              | 2021 | 27          | 14          | 12          | 19          | 28          | Donda |
| No Child Left Behind (Kanye West; Vory és a Sunday Service Choir közreműködésével) | 2021 | 53          | —           | —           | 31          | 42          | Donda |

### Közreműködések
| Dal                  | Év   | Előadó        | Album                  | Szerep                            | Jegyzetek |
| -------------------- | ---- | ------------- | ---------------------- | --------------------------------- | --------- |
| Break Bread          | 2015 | Bryson Tiller | Trapsoul               | szerző, vokál                     |           |
| Don’t                | 2015 | Bryson Tiller | Trapsoul               | szerző                            | US #13    |
| Friends              | 2018 | The Carters   | Everything Is Love     | szerző                            |           |
| Know Myself          | 2018 | Justine Skye  | nem jelent meg albumon | szerző, vokál, közreműködő előadó |           |
| Mob Ties             | 2018 | Drake         | Scorpion               | szerző                            | US #13    |
| Ring Ring            | 2019 | Rich the Kid  | The World Is Yours 2   | szerző, vokál, közreműködő előadó |           |
| ISSALIE              | 2021 | Corey Ellis   | ISSALIE                | szerző, vokál, közreműködő előadó |           |
| God Breathed         | 2021 | Kanye West    | Donda                  | vokál                             |           |
| Jonah                | 2021 | Kanye West    | Donda                  | szerző, vokál                     |           |
| No Child Left Behind | 2021 | Kanye West    | Donda                  | szerző, vokál                     |           |

## Díjak és jelölések
| Év   | Díjátadó   | Kategória                   | Nominee(s)                                                | Result   | For.   |
| ---- | ---------- | --------------------------- | --------------------------------------------------------- | -------- | ------ |
| 2019 | Grammy-díj | Legjobb kortárs urban album | Everything Is Love (The Carters), szerzőként              | Elnyerte | [ 1 ]  |
| 2019 | Grammy-díj | Az év albuma                | Scorpion (Drake), szerzőként                              | Jelölve  | [ 1 ]  |
| 2022 | Grammy-díj | Az év albuma                | Donda (Kanye West), szerzőként és közreműködő előadókénte | Függőben | [ 12 ] |